# Žirafa severní
Žirafa severní (lat. Giraffa camelopardalis) je druhem žirafy. Podle nových fylogenetických studií zahrnuje pouze tři z recentních poddruhů žiraf, zatímco ostatní byly vyčleněny do samostatných druhů – žirafa jižní (G. giraffa), žirafa masajská (G. tippelskirchi) a žirafa síťovaná (G. reticulata).
Taxonomie Mezinárodního svazu ochrany přírody zatím ponechává klasifikaci z r. 2016 s širším vymezením druhu; žirafa severní je podle ní jediným druhem rodu žirafa a má osm poddruhů.
V minulosti byla žirafa severní rozšířena od Senegalu na západě po Egypt na severu. V současnosti je její areál rozdrobený mezi Nigerem a Keňou v pásmu savan.

## Popis
Tři typické výčnělky (dva růžky a hrbol) na lebce jsou pokryté kůží. Samci žiraf severních měří 4,8 až 5,5 metru, samice 4 až 4,5 metru, krk a nohy z toho činí zhruba 4 metry (přesto má žirafa pouze sedm krčních obratlů, stejně jako většina ostatních savců, včetně člověka; jednotlivé obratle žirafy jsou dlouhé přes 30 centimetrů). Nejvyšší žirafa je doložena z roku 1934 z Keni, kde byl zastřelen samec s výškou 5,87 metru. Žirafy obývají zvláště suché savany, kde naleznou dost keřů a skupin stromů, jejichž listím a výhonky se nejčastěji živí. Krmí se průběžně po celý den, během nějž přijmou 30–40 kilogramů potravy. Jejich jazyk měří půl metru a dokážou jím omotat větev a přitáhnout si ji blíž. Hřebenovitými zuby a tuhými pysky pak z takto přitažené větve strhnou listí. Zajímavé je, že jim přitom nevadí ani velké trny, protože jsou schopny je obalit hustými slinami a při spolknutí se tak neporaní. Žirafy jsou zvířaty stádními, samci spolu bojují o samice i o vůdčí roli ve stádu, a to za pomoci růžků, případně se přetlačují krkem. Nejnebezpečnější zbraň – své kopyto – však užívají takřka výhradně k obraně vůči jiným druhům, zvláště šelmám. Ty považují dospělou žirafu za natolik nebezpečného tvora, že si netroufají ho lovit. Někdy ale uloví mládě. Samice nosí plod 14 měsíců a porodí vždy jediné mládě, které hned po narození dosahuje výšky 140–190 cm. Zajímavostí je, že žirafa rodí vestoje, takže mládě padá z dělohy z výšky asi dva metry. Již půl hodiny po narození chodí. Mateřské mléko saje 6–9 měsíců. Plození jsou schopny žirafy ve 3–4 letech. Dospělá žirafa si skoro nikdy nelehá a spí vestoje.
Navzdory některým neoficiálním tvrzením se tito sudokopytníci patrně nedokážou pohybovat rychlostí přes 60 km/h. Přímá pozorování a počítačové modely ukázaly, že maximální rychlost těchto velkých savců činí asi 11 m/s (39,6 km/h).

## Poddruhy
V rámci druhu žirafa severní (v novém pojetí, respektovaném mnohými taxonomickými systémy) jsou k roku 2025 popsány 4 poddruhy, poslední z nich pravděpodobně recentně vyhynulý:
- Žirafa núbijská (G. c. camelopardalis)
- Žirafa kordofanská (G. c. antiquorum)
- Žirafa západoafrická (G. c. peralta)
- Giraffa camelopardalis senegalensis († ?)

Starší klasifikace dle IUCN s širším vymezením druhu uvádí 8 poddruhů:
- Giraffa camelopardalis antiquorum
- Giraffa camelopardalis camelopardalis
- Giraffa camelopardalis peralta
- Giraffa camelopardalis rothschildi (nově uznávaný pouze jako ekotyp poddruhu G. c. camelopardalis[2]), a navíc též
- Giraffa camelopardalis angolensis (nově Giraffa giraffa angolensis[2][3], poddruh žirafy jižní)
- Giraffa camelopardalis reticulata (nově považovaný za samostatný druh Giraffa reticulata[2][3], žirafa síťovaná)
- Giraffa camelopardalis thornicrofti (nově Giraffa tippelskirchi thornicrofti[2][3], poddruh žirafy masajské)
- Giraffa camelopardalis tippelskirchi (nově Giraffa tippelskirchi tippelskirchi[2][3], poddruh žirafy masajské)